# Xabin Olaizola
Xabin Olaizola Lasa (1954) es un político y funcionario español. Ha sido el primer alcalde de Rentería desde la aprobación de la Constitución en 1978. Fue alcalde desde 1979 a 1983siendo sucedido por el socialista José María Gurruchaga. Tras el periodo de alcalde, ha sido funcionario del ayuntamiento de Astigarraga.

## Elecciones disputadas
| Elecciones                     | Circunscripción | Candidatura | Posición | Resultado |
| ------------------------------ | --------------- | ----------- | -------- | --------- |
| Elecciones municipales de 1979 | Rentería        | HB          | 2        | Electo    |